# Sister Sledge
Sister Sledge es un grupo estadounidense de pop, rhythm and blues y música disco, formado en Filadelfia (Pensilvania) en 1972. Lo componen cuatro hermanas: Kim Sledge (n. el 21 de agosto de 1958), Debbie Sledge (n. el 9 de julio de 1954), Joni Sledge (13 de septiembre de 1957 - 10 de marzo de 2017) y Kathy Sledge (n. el 6 de enero de 1959). Obtuvieron fama durante los 70 y principios de los 80, principalmente por su álbum más vendido We Are Family (1979).
Todas las hermanas son nietas de la excantante de ópera Viola Williams. Para darse a conocer, las hermanas Sledge se presentaban como Mrs. Williams' Grandchildren (las nietas de la Sra. Williams).

## Historia

### Primeros años y el estrellato

#### 1971–1975
El grupo se formó en 1972 en el norte de Filadelfia y se llamó desde el principio con el mismo nombre que las hizo famosas: Sister Sledge. Las cuatro hermanas tenían edades comprendidas entre los 12 y los 16 años de edad. 
Time Will Tell fue el primer sencillo que grabó el cuarteto.
Al año siguiente las chicas fueron contratadas por el sello discográfico  Atco, donde lanzaron el sencillo The Weatherman.
En 1974, el grupo lanzó su primer álbum titulado Circle of Love, que contenía su primer éxito, Love, don't you go through no changes on me (que llegó al número 31 en las listas de R&B). 
Fue en 1975 cuando el grupo alcanzó su primer éxito, llegando a los primeros lugares en las listas musicales, con la canción "Mamá nunca me dijo", que se convirtió en un importante éxito en los rankings en Estados Unidos y Reino Unido.
Dos años más tarde publicaron el segundo álbum de la banda, titulado Together.
La canción Blockbuster Boy se convirtió en un éxito de rhythm and blues que alcanzó el número 61 en las listas de éxitos.

### Finales de los años setenta: éxito más importante

#### We Are Family(1979)
En 1979, las hermanas tuvieron su mayor éxito trabajando con el dúo de compositores Nile Rodgers y Bernard Edwards, del grupo de música disco Chic.
Tuvieron una serie de éxitos consecutivos, incluyendo canciones como He's the greatest dancer, We are family, Lost in music y la balada Thinking of you.
Las hermanas pasaron dos años con el creativo dúo de Nile Rodgers y Bernard Edwards. Sin embargo, en 1981 comenzaron a producir su propio material.
En 1983, el grupo lanzó el álbum Bet cha say that to all the girls (apuesto a que le dices eso a todas las chicas), un álbum que incluía la canción Smile. Este disco también contó con las aportaciones de Al Jarreau.
En 1985, regresaron a las listas de éxitos con la canción Frankie, que llegó al número uno en el Reino Unido.
En 1985 Sister Sledge dejó la discográfica Atlantic, y algunos de sus miembros comenzaron a grabar álbumes en solitario a lo largo de la década de 1990.
Kathy Sledge lanzó un álbum debut como solista, titulado Heart en 1992. 
En 1997, las hermanas grabaron el disco African Eyes, que fue bien recibido por la crítica. 
Durante la primera parte  de la década del 2000, las hermanas han contribuido a la música dance en Europa con un par de maxisencillos de doce pulgadas.

## Discografía

### Álbumes de estudio
- Circle Of Love (Atco 1975)

- Together (Cotillion 1977)

- We Are Family (Cotillion 1979)

- Love Somebody Today (Cotillion 1980)

- All American Girls (Cotillion 198l)

- The Sisters (Cotillion 1982)

- Bet Cha Say That To All The Girls (Cotillion 1983)

- When The Boys Meet The Girls (Atlantic 1985)

- And Now...Sledge...Again (FM Records 1993)

- Live in Concert (Prime Cuts 1995)

- African Eyes (Fahrenheit 1998)

- Sister Sledge Live (Waxworks 1998)

- Live: Greatest Hits (Classic World 1999)

- Center Stage: Live (Direct Source 2000)

#### En listas
| Año                                                                         | Álbum                             | Posiciones en Listas | Posiciones en Listas | Posiciones en Listas | US certifications | Record label            |
| Año                                                                         | Álbum                             | US                   | US R&B               | UK                   | US certifications | Record label            |
| --------------------------------------------------------------------------- | --------------------------------- | -------------------- | -------------------- | -------------------- | ----------------- | ----------------------- |
| 1975                                                                        | Circle of Love                    | —                    | 56                   | —                    | —                 | Atco                    |
| 1977                                                                        | Together                          | —                    | —                    | —                    | —                 | Cotillion               |
| 1979                                                                        | We Are Family                     | 3                    | 1                    | 7                    | Platinum          | Cotillion               |
| 1980                                                                        | Love Somebody Today               | 31                   | 7                    | —                    | —                 | Cotillion               |
| 1981                                                                        | All American Girls                | 42                   | 13                   | —                    | —                 | Cotillion               |
| 1982                                                                        | The Sisters                       | 69                   | 17                   | —                    | —                 | Cotillion               |
| 1983                                                                        | Bet Cha Say That to All the Girls | 169                  | 35                   | —                    | —                 | Cotillion               |
| 1985                                                                        | When the Boys Meet the Girls      | —                    | 52                   | 19                   | —                 | Atlantic                |
| 1997                                                                        | African Eyes                      | —                    | —                    | —                    | —                 | Fahrenheit              |
| 2003                                                                        | Style                             | —                    | —                    | —                    | —                 | Empowerment Enterprises |
| "—" marca un álbum que no llegó a las listas de éxitos o no fue certificado |                                   |                      |                      |                      |                   |                         |

### Compilaciones
| 1987                                                   | Freak Out: The Greatest Hits of Chic and Sister Sledge          | — | — | 72 | WEA International |
| 1992                                                   | The Best of Sister Sledge (1973-1985)                           | — | — | —  | Rhino             |
| 1993                                                   | The Very Best of Sister Sledge (1973-1993)                      | — | — | 19 | Rhino             |
| 1999                                                   | The Very Best of Chic & Sister Sledge                           | — | — | —  | WEA International |
| 2002                                                   | The Essentials                                                  | — | — | —  | Rhino             |
| 2005                                                   | Good Times: The Very Best of the Hits & the Remixes (with Chic) | — | — | —  | WEA International |
| 2006                                                   | The Definitive Groove Collection                                | — | — | —  | Rhino             |
| "—" marca un álbum que no llegó a las listas de éxitos |                                                                 |   |   |    |                   |

### Sencillos
| Año                                                       | Sencillo                                      | Posiciones en Listas | Posiciones en Listas | Posiciones en Listas | Posiciones en Listas | Posiciones en Listas |
| Año                                                       | Sencillo                                      | US                   | US R&B               | US Dance             | US A/C               | UK                   |
| --------------------------------------------------------- | --------------------------------------------- | -------------------- | -------------------- | -------------------- | -------------------- | -------------------- |
| 1971                                                      | Time Will Tell                                | —                    | —                    | —                    | —                    | —                    |
| 1973                                                      | The Weatherman                                | —                    | —                    | —                    | —                    | —                    |
| 1973                                                      | Mama Never Told Me                            | —                    | —                    | —                    | —                    | 20                   |
| 1974                                                      | Love Don't You Go Through No Changes on Me    | 92                   | 31                   | 5                    | —                    | —                    |
| 1975                                                      | Protect Our Love                              | —                    | —                    | 7                    | —                    | —                    |
| 1975                                                      | Circle of Love (Caught in the Middle)         | —                    | —                    | —                    | —                    | —                    |
| 1975                                                      | Love Has Found Me                             | —                    | —                    | —                    | —                    | —                    |
| 1976                                                      | Thank You for Today                           | —                    | 78                   | —                    | —                    | —                    |
| 1977                                                      | Cream of the Crop                             | —                    | 100                  | —                    | —                    | —                    |
| 1977                                                      | Blockbuster Boy                               | —                    | 61                   | —                    | —                    | —                    |
| 1977                                                      | Baby, It's the Rain                           | —                    | —                    | —                    | —                    | —                    |
| 1978                                                      | I've Seen Better Days                         | —                    | —                    | —                    | —                    | —                    |
| 1979                                                      | He's the Greatest Dancer                      | 9                    | 1                    | 1                    | —                    | 6                    |
| 1979                                                      | We Are Family                                 | 2                    | 1                    | 1                    | 30                   | 8                    |
| 1979                                                      | Lost in Music                                 | —                    | 35                   | 1                    | —                    | 17                   |
| 1979                                                      | Got to Love Somebody                          | 64                   | 6                    | 34                   | —                    | 34                   |
| 1980                                                      | Reach Your Peak                               | 101                  | 21                   | 34                   | —                    | —                    |
| 1980                                                      | Let's Go on Vacation                          | —                    | 63                   | —                    | —                    | —                    |
| 1981                                                      | All American Girls                            | 79                   | 3                    | 6                    | —                    | 41                   |
| 1981                                                      | Next Time You'll Know                         | 82                   | 28                   | —                    | —                    | —                    |
| 1981                                                      | He's Just a Runaway                           | —                    | 32                   | —                    | —                    | —                    |
| 1982                                                      | My Guy                                        | 23                   | 14                   | —                    | 2                    | —                    |
| 1982                                                      | All the Man That I Need (feat. David Simmons) | —                    | 45                   | —                    | —                    | —                    |
| 1983                                                      | B.Y.O.B. (Bring Your Own Baby)                | —                    | 22                   | —                    | —                    | —                    |
| 1983                                                      | Gotta Get Back to Love                        | —                    | 56                   | —                    | —                    | —                    |
| 1984                                                      | Thinking of You                               | —                    | —                    | —                    | —                    | 11                   |
| 1984                                                      | Lost in Music ('84 remix)                     | —                    | —                    | —                    | —                    | 4                    |
| 1984                                                      | We Are Family ('84 remix)                     | —                    | —                    | —                    | —                    | 33                   |
| 1985                                                      | Frankie                                       | 75                   | 32                   | —                    | 15                   | 1                    |
| 1985                                                      | Dancing on the Jagged Edge                    | —                    | 71                   | —                    | —                    | 50                   |
| 1986                                                      | When the Boys Meet the Girls                  | —                    | —                    | —                    | —                    | 89                   |
| 1986                                                      | Here to Stay                                  | —                    | —                    | —                    | —                    | 78                   |
| 1993                                                      | We Are Family ('93 remix)                     | —                    | —                    | —                    | —                    | 5                    |
| 1993                                                      | Lost in Music ('93 remix)                     | —                    | —                    | —                    | —                    | 14                   |
| 1993                                                      | Thinking of You ('93 remix)                   | —                    | —                    | —                    | —                    | 17                   |
| "—" marca un sencillo que no llegó a las listas de éxitos |                                               |                      |                      |                      |                      |                      |

## Versiones de otros artistas
- All the man that I need fue creado originalmente por Linda Clifford en 1981 y fue interpretado por Whitney Houston en 1991, convirtiéndose en su noveno número uno.
- Mama Never Told Me fue interpretado por Tracie & The Questions en 1983. La grabación se lanzó en un álbum recopilatorio titulado Love The Reason de Paul Weller.
- Thinking of You fue un éxito en el Reino Unido por Maureen Walsh en 1990; también lo interpretaron Lunes Michiru en 1999 y Paul Weller en noviembre de 2004. Fue remezclado por Solitaire en 2004. Muestras de la misma música se utilizaron en éxito dance de Eclipse titulado Makes Me Love You en 1999. También fue interpretado por el colectivo de música sueca Blacknuss.
- Lost In Music fue interpretado por The Fall en 1993 en el álbum The Infotainment Scan y por Wackside muestreando a Sister Sledge en 2002.
- We Are Family fue interpretado por Babes in Toyland en 1995, las Spice Girls en 1998, Jump5 en 2003, y Jordan Pruitt en 2007.
- He's The Greatest Dancer fue interpretado por Dannii Minogue en 2006.
- We Are Family fue interpretado por Groovestylerz en 2007 y por Home Made Kazoku también en 2007.
- Lifetime Lover fue muestreado por The Vanden Plas en 2003 para su sencillo Lifetime Lovers.